# رابین استوارت
رابین استوارت (انگلیسی: Robin Stewart؛ ۹ اکتبر ۱۹۴۶ – ۲۲ نوامبر ۲۰۱۵) بازیگر اهل بریتانیا بود.
از فیلم‌ها یا برنامه‌های تلویزیونی که وی در آن نقش داشته است می‌توان به خانه پر برکت و کرامول اشاره کرد.